# Raji Sourani
Raji Sourani (en árabe: راجي الصوراني‎, Gaza, 31 de diciembre de 1953) es un abogado defensor de los derechos humanos en la Franja de Gaza (Palestina). Está casado y es padre de dos niños, con quienes vive en la Franja de Gaza.
Fue preso de conciencia de Amnistía Internacional en 1985 y en 1988, miembro de la Comisión Internacional de Juristas EXCO e IDAL EXCO, y Vicepresidente de la Federación Internacional por los Derechos Humanos. En 1991 recibió el Premio Robert F. Kennedy a los Derechos Humanos, que se entrega cada año a una persona cuyo activismo valiente se encuentre en el corazón del movimiento de los derechos humanos y en espíritu de la visión y el legado de Robert F. Kennedy. En 1995 fundó el Centro Palestino por los Derechos Humanos, del cual es director.
Sourani ha participado activamente en casos de palestinos que se enfrentaban a la deportación, así como en la vigilancia de las condiciones en las que se encuentran las prisiones y centros de detención israelíes. Sigue siendo un crítico incondicional de las violaciones de los derechos humanos que comenten ambos bandos en el conflicto palestino-israelí.
Sourani fue seleccionado para la beca de investigación de 2003 del Oak Institute for Human Rights en la Universidad de Colby, en Waterville, Maine (Estados Unidos). Sin embargo, no pudo obtener el visado y se vio incapaz de viajar a los Estados Unidos en aquel momento. En septiembre de 2008, a Sourani también le denegaron un permiso para salir de la Franja de Gaza para asistir a una conferencia de derechos humanos.
El 26 de septiembre de 2013, Sourani fue uno de los dos premiados con el Premio Right Livelihood, conocido como el Premio Nobel alternativo, por "su dedicación inquebrantable a la ley y los derechos humanos bajo circunstancias excepcionalmente difíciles." En el año 2022, la Asociación pro Derechos Humanos de España le concedió el Premio de DDHH, en su categoría internacional
En 2019, Raji Sourani fue uno de los abogados palestinos que presentaron la denuncia contra Israel en la Corte Penal Internacional.
El 22 de octubre de 2023, Sourani y su familia sobrevivieron a los bombardeos aéreos israelíes después de que su casa fuera destruida.